# Archidiecezja Udine
Archidiecezja Udine – archidiecezja Kościoła rzymskokatolickiego z siedzibą w Udine w północno-wschodnich Włoszech, w regionie kościelnym Triveneto.
Została erygowana w 1751 roku, od razu w randze archidiecezji. W 1818 utraciła ten status i stała się diecezją, jednak poprzedni tytuł został jej przywrócony w 1847 roku. Choć jest archidiecezją metropolitalną, nie posiada żadnej diecezji sufragalnej, co sprawia, iż granice metropolii Udine i archidiecezji Udine pokrywają się. Niemal wszystkie miejscowości należące do archidiecezji znajdują się w granicach świeckiej prowincji Udine. Wyjątkiem jest Sappada, leżąca w prowincji Belluno.